# Chizy
Chizy (biał. Хізы, Chizy, ros. Хизы, Chizy) – dawna wieś na Białorusi, w obwodzie homelskim, w rejonie wieteckim, położona nad rzeką Biesiedzią, około 15 km na północny wschód od Wietki.
W wyniku katastrofy w elektrowni jądrowej w Czarnobylu i skażenia promieniotwórczego mieszkańcy wsi zostali przesiedleni.
Wieś została oficjalnie zlikwidowana w 2011 roku.